# 真鰻口魚
真鰻口魚為輻鰭魚綱鯨頭魚目奇鰭魚科的其中一種，分布於全球三大洋熱帶至副熱帶海域，屬深海魚類，棲息深度可達200公尺，體呈紫色，體長可達5.3公分。